# SFJazz
SFJazz ist eine 1983 San Francisco gegründete Jazz-Organisation und Non-Profit-Organisation, die Jazzaktivitäten in der Region San Francisco bündelt. Sie veranstaltet Jazzkonzerte in ihrem SFJazz Center, organisiert das San Francisco Jazz Festival, stellt Auftritts- und Übungsmöglichkeiten für lokale Musiker zur Verfügung und ist in der Jazz-Erziehung aktiv.
Die Organisation wurde 1983 von Randall Klein, der SFJazz auch noch 2015 führt, als Jazz in the City zur Organisation des SF Jazz Festivals gegründet.

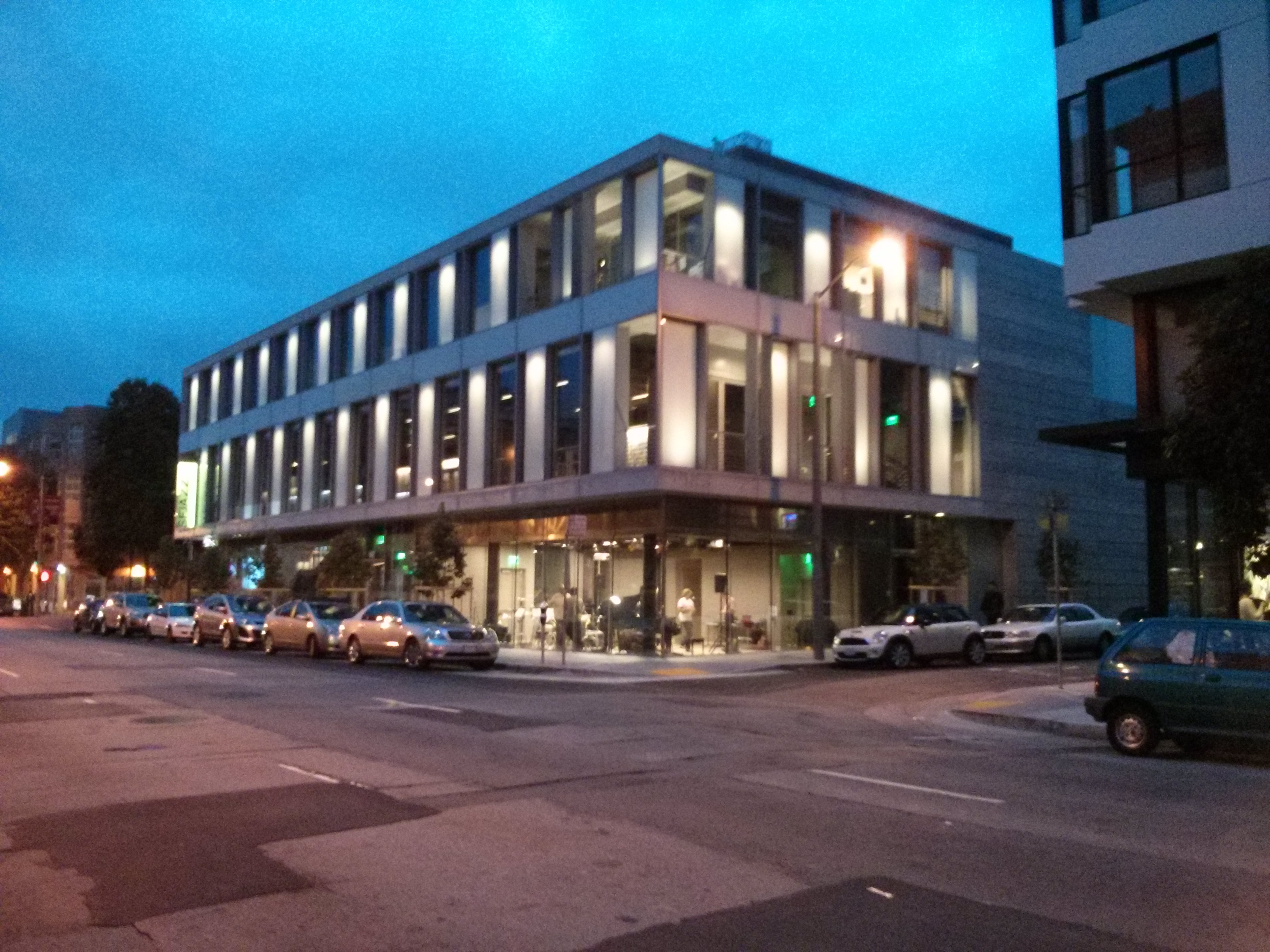
SF Jazz Center

Das SFJazz Center (201 Franklin Street im Hayes Valley Bezirk von San Francisco) wurde 2013 eingeweiht. Neben einem großen Konzertsaal (Robert N. Milner Auditorium mit 700 Plätzen) gibt es Probenräume (insbesondere das Joe Henderson Lab). Die Baukosten betrugen 64 Millionen Dollar, die überwiegend über private Spenden aufgebracht wurden, und der Architekt war Mark Cavagnero.
Die All-Star-Band SFJazz Collective wurde 2004 im Rahmen der Organisation gegründet und wurde damals von Joshua Redman geleitet.
Das San Francisco Jazz Festival findet seit 1983 (damals Jazz in the City genannt) jährlich zwei oder drei Wochen mit über 30 Konzerten an verschiedenen Auftrittsorten in der Stadt statt. Ursprünglich fand es Ende Oktober bis Anfang November statt, zurzeit im Juni. 
Terence Blanchard wurde 2023 zum künstlerischen Leiter ernannt.